# Rosa Venerini
Rosa Venerini (Viterbo, 9 de febrer de 1656 - Roma, 7 de maig de 1728) fou una religiosa, fundadora de la congregació religiosa de les Mestres Pies Venerini. És venerada com a santa per l'Església catòlica.
Filla espiritual dels jesuïtes, en 1685 obrí a Viterbo una "escola pia" destinada a la instrucció i l'educació religiosa dels joves més pobres. Per gestionar-la, fundà una congregació religiosa que, amb el suport del cardenal Marcantonio Barbarigo, l'institut s'estengué per altres ciutats del Laci i a Roma, on Venerini confià les escoles a Lucia Filippini, ja que el cardenal Barbarigo no volia que la congregació sortís de la diòcesi de Viterbo. Rosa Venerini fou beatificada per Pius XII el 1952 i canonitzada per Benet XVI el 15 d'octubre de 2006. La seva festa litúrgica és el 7 de maig.